# تاريخ ألمانيا في القرن الثامن عشر

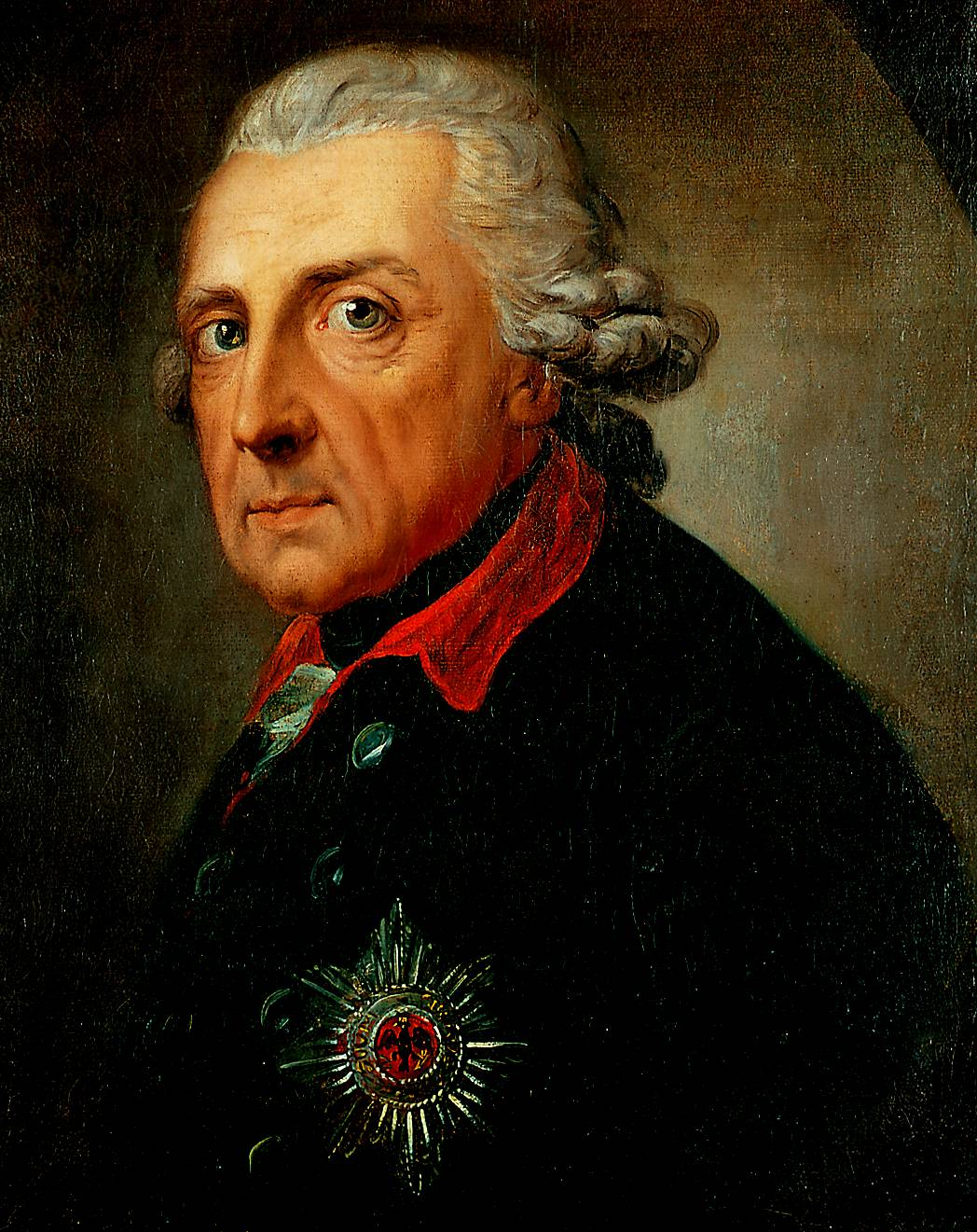

تكونت ألمانيا -منذ ثمانينيات القرن السابع عشر وحتى عام 1789- من عددٍ من الأقاليم الصغيرة التي كانت جزءًا من الإمبراطورية الرومانية المقدسة للأمة الجرمانية. وظهرت بروسيا في الأخير بصفتها المسيطرة. في هذا الوقت طورت البلاد ثقافةً كلاسيكيةً وجدت أفضل تعبيرٍ لها في التنوير، مع قادةٍ على مستوى عالمي مثل الفيلسوفين لايبنتس وكانت، والمؤلفين غوته وشيلر، والموسيقيين باخ وبيتهوفن.

## تاريخها العسكري والدبلوماسي
دخلت ألمانيا، أو أكثر دقةً الإمبراطورية الرومانية المقدسة القديمة، في القرن الثامن عشر في فترةٍ من تدهور الإمبراطورية أدت إلى تفكيك الإمبراطورية خلال الحروب النابليونية. في عام 1648، قُسّمت الإمبراطورية إلى العديد من الدول المستقلة (الإقليمية Kleinstaatere). في عام 1701، تُوّج إلكتور فريدرش الأول «ملكًا لبروسيا». منذ عام 1713 حتى 1740، أسس فريدرش فيلهلم الأول، المعروف أيضًا باسم «الملك الجندي»، دولةً مركزيةً رفيعة المقام.
يصف مصطلح الثنائية الألمانية الصراع الطويل بين الدولتين الألمانيتين الكبريين النمسا وبروسيا منذ عام 1740 حتى 1866، وفي النهاية أرغمت بروسيا النمسا على الخروج من الاتحاد الألماني.
ظهرت مملكة بروسيا بصفتها الدولة القائدة للإمبراطورية. أصبح فريدرش الثالث (1688-1701) ملك بروسيا في عام 1701. ومنذ ذلك الوقت أصبح يوجد ملكًا ألمانيًا واحدًا فقط داخل الإمبراطورية، نال فريدرش قبول الإمبراطور ليوبولد الأول (مقابل التحالف ضد فرنسا في حرب الخلافة الإسيانية) لتسليمه (في يناير 1701) لقب «ملكًا في بروسيا» بناء على أقاليمهم غير الإمبراطورية. حصل اللقب على القبول العام مع معاهدة أوترخت (1713). انهزمت الإمبراطورية السويدية على يد الإمبراطورية الروسية، وساكسونيا، والكومنث البولندي الليتواني، والدنمارك-النرويج، وهانوفر، وبروسيا في حرب الشمال العظمى (1700-21)، وقد أشارت إلى نهاية السيطرة السويدية المهمة على الشواطئ الجنوبية لبحر البلطيق. استعادت بروسيا في معاهدة ستوكهولم البروسية السويدية (يناير 1720) شتشين وأجزاء أخرى من السويد التابعة لبوميرانيا. تمسك هوهنتسولرنز براندبورغ  بالعودة إلى دوقية بوميرانيا منذ عام 1472. خلال هذه الفترة، وصلت النزعات التي بدأها الناخب الأعظم إلى أوجها، مثل اليونكرز (طبقة الأرستقراطيين) التي دُمجت مع الجيش البروسي.
في عام 1740، جاء الملك فريدرش الثاني (فريدرش العظيم) إلى العرش. تذرع بمعاهدة 1537 (نُقضت من قبل فرديناند الأول)، التي بموجبها انتقلت أجزاءٌ من من سيليزيا إلى براندنبورغ بعد انقراض حكامها من سلالة بياست، غزا فريدرش سيليزيا، وبذلك كانت بداية حرب الخلافة النمساوية (1740-48). في عام 1744، غزا فريدرش مجددًا من أجل التصدي للهجوم المضاد وللمطالبة بمقاطعة بوهيميا هذه المرة. فشل في ذلك، إلا أن الضغط الفرنسي على حليف نمسا بريطانيا العظمى أدى إلى سلسلةٍ من المعاهدات والتسويات، فبلغت أقصاها في عام 1748 في معاهدة إكس لا شابيل التي أعادت السلام وتركت بروسيا في معظمها بحوزة سيليزيا. عندما غزا فريدرش استباقيًا ساكسونيا وبوهيميا على مدى بضعة شهور في عام 1756-57، ابتدأ بذلك حرب السنوات السبع. كانت هذه الحرب نضالًا مستميتًا للجيش البروسي، والحقيقة أنه تمكن من قتال العديد من أوروبا لتظهر حقيقة قدرات فريدرش العسكرية. أصبحت الحالة تكفهر تدريجيًا حتى موت إليزابيث إمبراطورة روسيا (معجزة آل براندنبورغ). خفف تسلم بيتر الثالث المحب لبروسيا الضغط عن الجبهة الشرقية. بهزيمة الجيش النمساوي في معركة بوركرسدورف وبالاعتماد على النجاح البريطاني المستمر ضد فرنسا في ساحات الحرب الاستعمارية، كانت بروسيا في النهاية قادرة على فرض الوضع الراهن قبل الحرب في القارة. أكدت هذه النتيجة دور بروسيا الرئيس داخل الولايات الألمانية، وأقامت الدولة بصفتها دولة أوروبية كبرى. أعطى هذا بداية المنافسة بين بروسيا والنمسا لقيادة ألمانيا (يُشار إلى ذلك بثنائية ألمانيا).
منذ عام 1763، أُسس «الحكم المطلق مستنير» في بروسيا والنمسا، لمواجهة مقاومة النُبل والمواطنين، الذي بموجبه كان الحكم «الخادم الأول للدولة». حصل نمو اقتصادي وإصلاحاتٌ قانونيةٌ تتضمّن إلغاء تعذيب اليهود وتحسين حالتهم، إذ بدأ تحرير الفلاحين.
في 1772-95، شاركت بروسيا في تقاسم بولندا، واحتلت الأقاليم الغربية للكومنولث البولندي الليتواني، ما أدى إلى المقاومة البولندية المئوية ضد الحكم والاضطهاد الألماني. وإلى شرق وغرب بروسيا، أُضعف الكومنولث البولندي الليتواني تدريجيًا خلال القرن الثامن عشر. شارك فريدرش في التقاسم الأول لبولندا، بين روسيا، وبروسيا، والنمسا في عام 1772. احتلت مملكة بروسيا معظم المقاطعة البولندية لبروسيا المملكية، متضمنةً وارميا، ونُظمت الأرض المحتلة في العام التالي في مقاطعة بروسيا  الغربية. يصل الإقليم الجديد شرق بروسيا (عُرف الإقليم سابقًا بالدوقية البروسية) مع بوميرانيا، فتوحدت الأقاليم الشرقية للمملكة. بعد موت فريدرش في عام 1786، استمر ابن أخيه فريدرش فيلهلم في التقاسم، ووصل إلى جزءٍ كبيرٍ من بولندا  الغربية في عام 1793.
في عام 1795، انتهى وجود المملكة البولندية وأصبحت منطقة كبيرة (متضمنةً وارسو) إلى جنوب بروسيا الشرقية جزءًا من بروسيا. نُظمت هذه الأقاليم الجديدة في مقاطعة سيليزيا الجديدة، وجنوب بروسيا، وشرق بروسيا الجديدة.
أشعلت الثورة الفرنسية شرارة حرب جديدة بين فرنسا والعديد من جيرانها شرقًا، بما فيها بروسيا والنمسا، وتُخلي عن الضفة الغربية لنهر الراين لصالح فرنسا.
صعّد نابليون الأول الفرنسي الحرب ضد الإمبراطورية. في عام 1803، في كنف «القرار الرئيس لمجلس المبعوثين الإمبراطوري» (وهو قرار من اجتماع لجنة الهيئة التشريعية الإمبراطورية الخالدة في ريغنسبورغ)، أنهى تقريبًا جميع الولايات الكنسية والعلمانية الأصغر وأغلب المدن الإمبريالية الحرة. أُنشئت ولاياتٌ جديدةٌ متوسطة الحجم في الجنوب الغربي لألمانيا. ة ثم كسبت بروسيا إقليمًا في الشمال الغربي لألمانيا.
انحلت الإمبراطورية المقدسة رسميًا في 6 أغسطس عام 1806 عندما تنازل الإمبراطور الروماني المقدس الأخير فرانتس الثاني (من عام 1804، إمبراطور النمسا فرانتس الأول). طلت عائلة فرانتس الثاني تُدعى بأباطرة النمسا حتى عام 1918. في عام 1806، أُسس اتحاد الراين  في ظل حماية نابليون.

## سياستها
منذ عام 1640، بدأت براندنبورغ بروسيا بالنهوض في ظل الناخب العظيم، فريدرخ فيلهلم. ودُعّمت أكثر عند صلح وستفاليا، عبر الحصول على شرق بوميرانيا. منذ عام 1713 حتى 1740، أسس الملك فريدرخ فيلهلم الأول، المعروف أيضًا باسم «الملك الجندي»، دولةً عالية المركزية والعسكرية مع سكان ريفيين بكثرة حوالي ثلاثة ملايين (بالمقارنة مع تسعة ملايين في النمسا).
فيما يتعلق بحدود 1914، بلغ عدد سكان ألمانيا في عام 1700 ستة عشر مليونًا، ومع زيادة قليلة وصلت إلى سبعة عشر مليون في عام 1750، وازدادوا أكثر حتى وصلوا إلى 24 مليونًا في عام 1800. استمرت الحروب، ولكنها لم تعد عنيفةً جدًا على السكان المدنيين، لم تحدث مجاعاتٌ أو أوبئة بالغة، بل أدت زيادة المحصول الزراعي إلى معدل ولاداتٍ أعلى، ومعدل وفياتٍ أقل.
حاربت ماريا تيريزا في حرب الخلافة النمساوية (1740-48) بشكلٍ ناجحٍ لخلافتها للعرش، إلا أنها تخلت في الحروب السليزية وحروب السبع سنوات عن 95 بالمئة من سيليزيا لفريدرش العظيم لبروسيا. أصبحت بروسيا بعد صلح هوبرتسبورغ الحاصل بين بروسيا وساكسونيا وبروسيا دولةً أوروبيةً كبرى. أعطى هذا البداية للمنافسة بين بروسيا والنمسا لقيادة ألمانيا.

## المجتمع
في مجتمعٍ زراعي بشدة، لعبت ملكية الأرض دورًا مهمًا. سيطر نبلاء ألمانيا -الذين يدعون باليونكرز- ليس فقط على المواقع، بل أيضًا على القصر البروسي، وبشكلٍ خاص الجيش البروسي. بشكلٍ متزايدٍ بعد عام 1815، تولت الحكومة البروسية المركزية المعتمدة في برلين السيطرة على قوى النبلاء، التي من ناحية السيطرة على الفلاحين كانت مطلقة تقريبًا. أنشأت برلين مؤسسةً ائتمانيةً للتزويد بقروض الرأسمال في عام 1809، لمساعدة تجنب النبل للمديونية، وتوسعت شبكة القروض إلى الفلاحين في عام 1809، تحكم النبل اليونكر بالجيش والأسطول والبيروقراطية والقصر الملكي، ووضعوا عمومًا سياسات الحكومة.